# Algenstedt
Algenstedt is een plaats en voormalige gemeente in de Duitse deelstaat Saksen-Anhalt en maakt als een van de 29 Ortschaften deel uit van de gemeente Gardelegen in de Landkreis Altmarkkreis Salzwedel.
Algenstedt telde begin 2022 181 inwoners en ligt ten noorden van Gardelegen-stad.
Zie verder onder Gardelegen.
Algenstedt · Berge · Breitenfeld · Dannefeld · Estedt · Gardelegen Stadt · Hemstedt · Hottendorf · Jävenitz · Jeggau · Jerchel · Jeseritz · Kassieck · Kloster Neuendorf · Köckte · Letzlingen · Lindstedt · Mieste · Miesterhorst · Peckfitz · Potzehne · Roxförde · Sachau · Schenkenhorst · Seethen · Sichau · Solpke · Trüstedt · Wannefeld · Wiepke · Zichtau